# 007 First Light
007 First Light ist ein für 2026 angekündigtes Action-Adventure-Spiel des Entwicklerstudios IO Interactive, welches im James-Bond-Franchise spielt. Das Spiel soll auf den Plattformen Nintendo Switch 2, PlayStation 5, Xbox Series X/S und auf Steam erscheinen.

## Prämisse
Das Spiel soll die Vorgeschichte des aus den Filmen bekannten James Bond darstellen, der im Alter von 26 Jahren von der Royal Marine zum Geheimdienst MI6 rekrutiert wird.
Zu dieser Zeit hat sich der ehemalige MI6-Agent 009 vom Geheimdienst abgewandt und wird zur Gefahr für die nationale Sicherheit Großbritanniens. Als James Bond geht man als Spieler auf Spionagemission, mit der Aufgabe 009 aufzuspüren. Dabei soll man von bekannten Charakteren aus dem Franchise begleitet werden, unter anderem der Geheimdienstchefin M, dem Leiter der Forschungs- und Entwicklungsabteilung Q und der Sekretärin Moneypenny.
Der Charakter von Bond soll sich nah an dem aus den Büchern von Ian Fleming, dem Erfinder des Franchise, orientieren. Bond soll vom Schauspieler Patrick Gibson verkörpert werden.

## Spielprinzip
Das Spiel soll, angelehnt an die Filme, an Schauplätzen auf der ganzen Welt spielen. Dabei soll die Spielweise an das Stealth-Vorgehen in der Hitman-Trilogie erinnern, welche ebenfalls aus dem Hause IO Interactive stammt. Im Gegensatz zu Hitman, in dem der Spieler selbst entscheidet, auf welche Art Missionen gelöst werden, soll die Story hier deutlich stärker linear vorgegeben sein. Auch Autofahren soll zu den Spielmechaniken gehören.

## Entwicklung und Veröffentlichung
Das Spiel wurde am 19. November 2020 unter dem Arbeitstitel Project 007 angekündigt. Der offizielle Name des Spiels wurde am 2. Juni 2025 bekannt gegeben. Das Erscheinungsdatum wurde im Rahmen der State of Play am 4. Juni 2025 angekündigt.

### Technisches
007 First Light soll, genau wie die Spiele der Hitman-Trilogie, auf der Glacier Engine von IO Interactive laufen.